# Cessna A-37 Dragonfly
El Cessna A-37 Dragonfly, o Super Tweet, es un avión de combate estadounidense diseñado para el ataque a tierra y contrainsurgencia, desarrollado a partir del avión de entrenamiento a reacción T-37 Tweet en los años 60 y 70. El Dragonfly tuvo un interesante protagonismo durante la guerra de Vietnam.
Fue desarrollado durante la Guerra de Vietnam en respuesta al interés militar en nuevos aviones de contrainsurgencia (COIN) para reemplazar tipos antiguos como el Douglas A-1 Skyraider. A finales de 1962 se llevó a cabo una evaluación formal de la Fuerza Aérea de los Estados Unidos (USAF) del entrenador básico T-37 Tweet para realizar la misión COIN, después de lo cual se concluyó que podría modificarse para desempeñar eficazmente la función. El A-37 orientado al ataque se derivó directamente del T-37, duplicando aproximadamente tanto el peso total como el empuje del motor para permitir transportar cantidades considerables de municiones, junto con una mayor persistencia en vuelo y aviónica de misión adicional. El prototipo YAT-37D realizó su vuelo inaugural en octubre de 1964.
Si bien los resultados de las pruebas fueron positivos, no se firmó de inmediato un contrato de producción hasta que se hizo evidente un aumento en la intensidad del combate y las pérdidas de aviones. Un lote inicial de 25 A-37A se desplegó en Vietnam bajo el programa de evaluación "Combat Dragon" en agosto de 1967, volando desde la base aérea de Bien Hoa en varias misiones, incluido apoyo aéreo cercano, escolta de helicópteros, FAC e interdicción nocturna. El tipo demostró ser efectivo en el teatro de operaciones, lo que llevó a la USAF a otorgar un contrato a Cessna para un Super Tweet mejorado, designado A-37B, a principios de 1967. Fue operado principalmente en Vietnam del Sur, así como en los países vecinos Laos y Camboya, normalmente realizaron misiones de apoyo aéreo cercano en coordinación con las fuerzas terrestres estadounidenses. El A-37 demostró ser relativamente de bajo mantenimiento, preciso y sufrió relativamente pocas pérdidas en combate.
Tras el final del conflicto, los A-37B de la USAF fueron transferidos del Mando Aéreo Táctico (TAC) a unidades obtenidas por el TAC de la Guardia Nacional Aérea y del Mando de la Reserva de la Fuerza Aérea. Al tipo se le asignó la función FAC (Forward Air Control) y se le dio la designación OA-37B. El tipo finalmente fue eliminado gradualmente en las décadas de 1980 y 1990, después de haber sido reemplazado en la misión de la FAC por el más moderno Fairchild Republic A-10 Thunderbolt II en el servicio estadounidense. Varios operadores internacionales, muchos de ellos países sudamericanos, también operaron el A-37; entró en acción durante la Guerra Civil Salvadoreña. También se suministraron más de 200 aviones a la Fuerza Aérea de la República de Vietnam (RVNAF), y las fuerzas norvietnamitas capturarían numerosos A-37B cerca del final del conflicto.

## Diseño y desarrollo

### Antecedentes
A comienzos de la década de 1950, la USAF deseaba contar con un entrenador a reacción, para lo cual propició un concurso de diseño, ganado por la compañía Cessna, que construyó dos prototipos bajo la designación XT-37. La compañía Cessna denominó al tipo Cessna Model 318, que efectuó su primer vuelo el 12 de octubre de 1954.

### Desarrollo
El primer pedido de 11 aviones de serie se efectuó en 1954, siendo denominados T-37A, el primero de los cuales voló el 27 de septiembre de 1955, retrasándose su entrada en servicio por algunas modificaciones que debieron hacerse para ser aceptados como entrenadores, construyéndose 534 unidades. Cuando en 1957 entraron en servicio, los T-37 se utilizaron inicialmente como entrenadores básicos, y los alumnos volaban en ellos solo después de cumplir su entrenamiento primario en el Beechcraft T-34 Mentor.
En noviembre de 1959 entró en servicio el T-37B, que contaba con motores más potentes y sistemas mejorados de navegación y comunicaciones, convirtiendo todos los aviones existentes a esta versión. La versión final fue el T-37C, previsto para llevar armamento, y contaba con depósitos de combustible de punta de ala. En 1977, cuando finalizó la producción, se habían construido un total de 1268 T-37 para la USAF y la exportación.
Posteriormente, con el advenimiento de la Guerra de Vietnam, el Centro Especial de Guerra Aérea de la USAF, Base Eglin de la Fuerza Aérea, Florida, realizó en 1962 la evaluación de dos entrenadores T-37B para adaptarlos a operaciones Co-In (contra insurgencia). Las primeras pruebas se realizaron con la planta motriz original, consistente en los turborreactores Continental J69-T-25 de 465 kg de empuje y peso en despegue de 3946 kg superior en casi un 33 % al peso máximo en despegue normal. Como las pruebas fueron prometedoras, la Fuerza Aérea pidió que se mejorara la versión para llevar más cargas externas, tener más autonomía y que pudiera desempeñarse en misiones de apoyo aéreo cercano.
Se adaptó la célula para llevar dos turborreactores General Electric J85-GE-5 de 1089 kg de empuje, lo cual permitió que el avión pudiera despegar con pesos de hasta 6350 kg, ampliando con ello las posibilidades de carga bélica. Estas pruebas quedaron en solo cuestiones teóricas hasta la iniciación de la Guerra de Vietnam, cuando la USAF solicitó a Cessna la conversión de 39 T-37B a una versión de ataque ligero. El nuevo modelo designado YAT-37D se equipó con ocho soportes subalares, depósitos de combustible en la punta del ala, y dos motores más potentes General Electric J85-GE-5.

### Diseño
Avión de ataque ligero, de alas rectas para tener buena prestaciones de vuelo a baja altitud, el avión era un birreactor de construcción totalmente metálica, biplaza con asientos lado a lado para el alumno y el instructor, de construcción resistente para poder mantenerse volando en caso de recibir ataques desde tierra, en las misiones de penetración profunda, volando a baja altitud sobre territorio enemigo, y para el apoyo a tropas desde el aire. 
La planta motriz consistía en dos turborreactores Continental (versión estadounidense de los Turbomeca Marboré franceses) instalados en las raíces de las alas a cada lado del fuselaje. Los estabilizadores estaban montados por encima del mismo, en una posición a un tercio aproximadamente de la base de la deriva, para evitar que el escape de los reactores perjudicara el flujo de aire sobre los mismos.

### Dragonfly

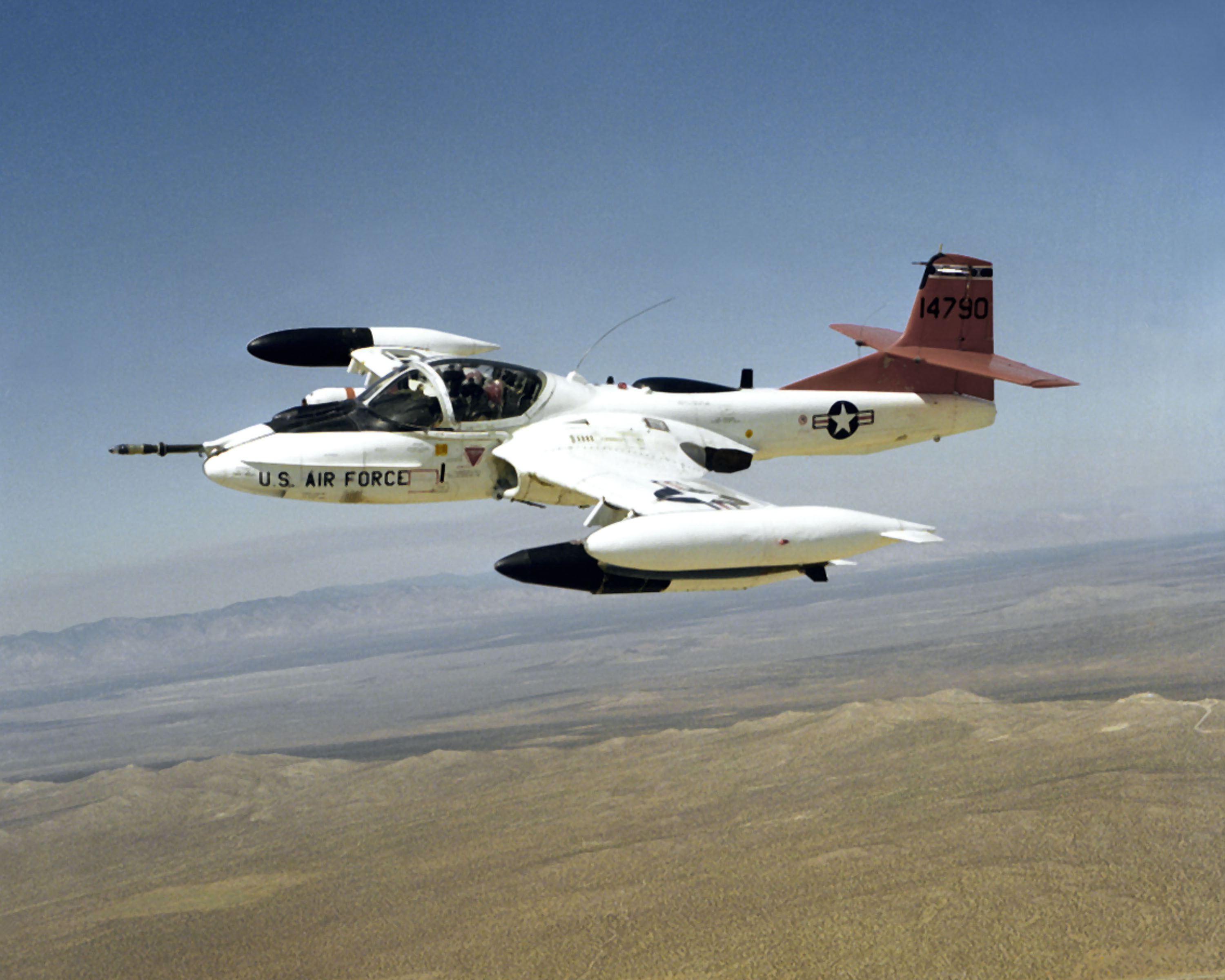
Un OA-37 Dragonfly armado con bombas sobre la Base Aérea Edwards, California.

El 2 de mayo de 1967 comenzaron las entregas a la USAF, y en el segundo semestre de 1967 fue enviado un primer destacamento de 25 unidades del A-37A, denominado Dragonfly, para su evaluación operacional; más tarde pasaron a ser plenamente operativos, siendo transferidos en 1970 a las Fuerzas Aéreas de Vietnam del Sur.
Mientras tanto, Cessna había desarrollado una versión diseñada especialmente para el ataque ligero, denominada Model 318E, que realizó su primer vuelo en septiembre de 1967, iniciando entregas en mayo de 1968. Este difería del YAT-37D en que contaba con una célula reforzada para soportar un factor de carga de 6 g, tren de aterrizaje reforzado para actuación en campos no preparados, capacidad interna de combustible de 1920 l y cuatro depósitos auxiliares más para aumentar la capacidad en 1516 l y sistema de reabastecimiento en vuelo.
Este aparato, designado A37-B, estaba propulsado por dos motores General Electric J85-GE-17A; se instaló una Minigun GAU-2B/A de 7,62 mm y en los ocho soportes subalares podía transportar más de 2250 kg de cargas ofensivas; además se instalaron dos cámaras fotográficas, equipos de navegación y comunicaciones más modernos, un sistema de armamento mejor y una capa de nailon estratificado en lugar del blindaje y alrededor de la cabina, con el objeto de proveer alguna protección contra el fuego antiaéreo.
A finales de 1977, cuando finalizó la producción, se habían entregado 577 A-37B, habiéndose suministrado también a otras Fuerzas Aéreas, como Chile, Colombia, Ecuador, El Salvador, Guatemala, Honduras, Corea del Sur, Perú, Tailandia, República Dominicana y Uruguay.
Una cosa interesante, pese a las pruebas exitosas del avión para realizar operaciones COIN, el proyecto quedó en espera, al punto de que el segundo prototipo fue a descansar al Museo de la Fuerza Aérea en Wright Patterson, Ohio. Sin embargo, al comenzar la guerra en el Sudeste Asiático y la escalada que esta tuvo, sumado a las pérdidas sufridas por los Douglas A-1 Skyraider en las misiones de apoyo aéreo cercano, obligaron a reavivar el proyecto del YAT-37D. El aumento de potencia, de carga y los mandos duales permitieron que también fuera usado como entrenador operacional. Aún más, al ser utilizado como controlador aéreo avanzado (FAC), el asiento derecho lo ocupaba un observador.

### Conceptos y propuestas STOL
Cessna también propuso algunas variantes como el A-37E/STOL (para aterrizajes y despegues cortos), incorporándole motores más potentes, reversores de empuje y alas más grandes flexibles. También propuso una versión con cabina en tándem y lado a lado. El A-37D también tenía motores poderosos con los carenados de motor en la línea central del avión y una configuración de un solo asiento en el fuselaje. Estas versiones nunca volaron.

### Componentes
Leyenda:  Estados Unidos -  Reino Unido

#### Electrónica
| Sistema                    | País                    | Fabricante   | Notas                         |
| -------------------------- | ----------------------- | ------------ | ----------------------------- |
| Sistema de escape (opción) | Bandera del Reino Unido | Martin-Baker | Asiento eyectable modelo Mk.8 |

#### Propulsión
| Sistema | País                      | Fabricante       | Notas          |
| ------- | ------------------------- | ---------------- | -------------- |
| Motor   | Bandera de Estados Unidos | General Electric | 2 × J85-GE-17A |

## Historia operacional

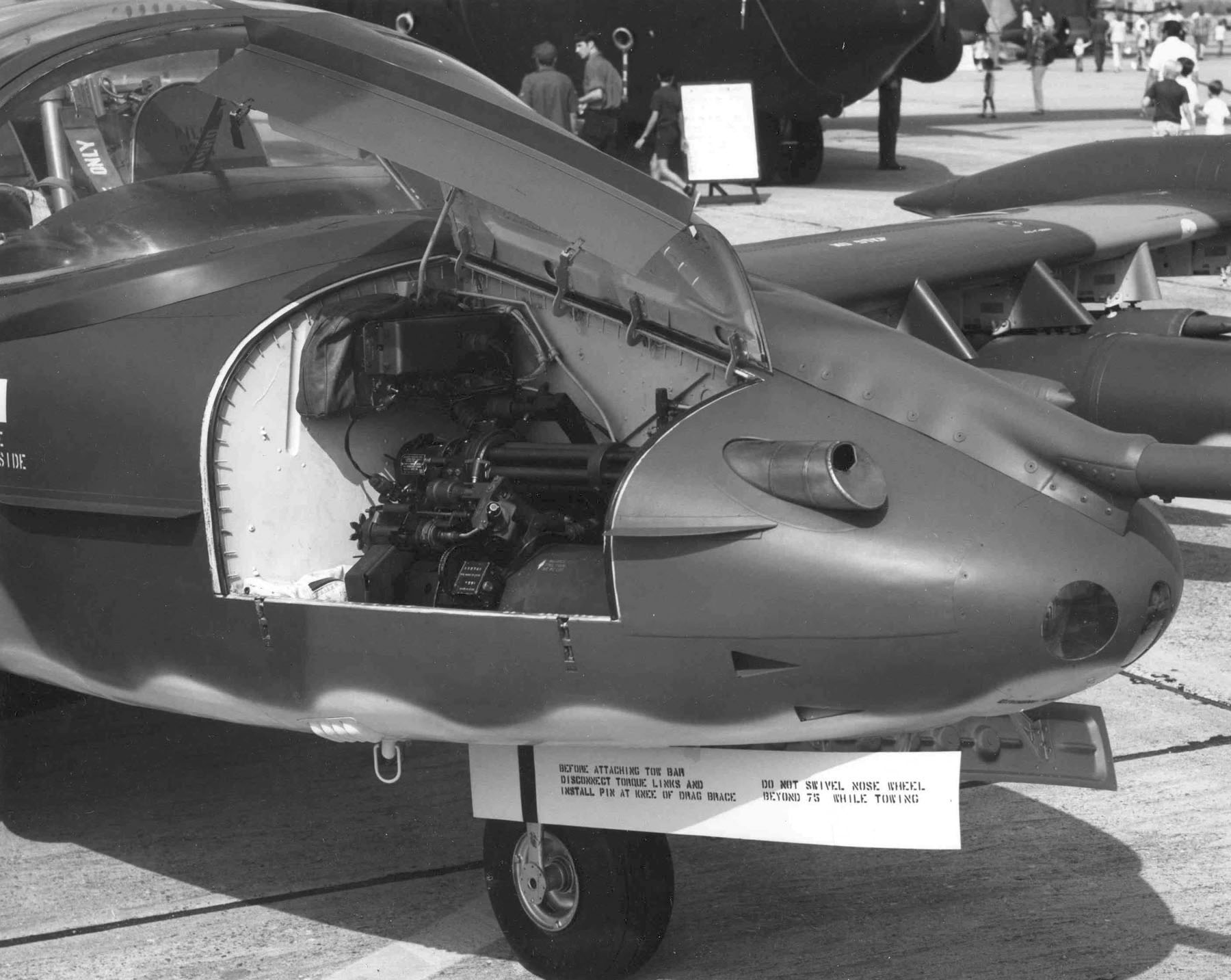
Minigun del A-37B en el compartimiento del morro.

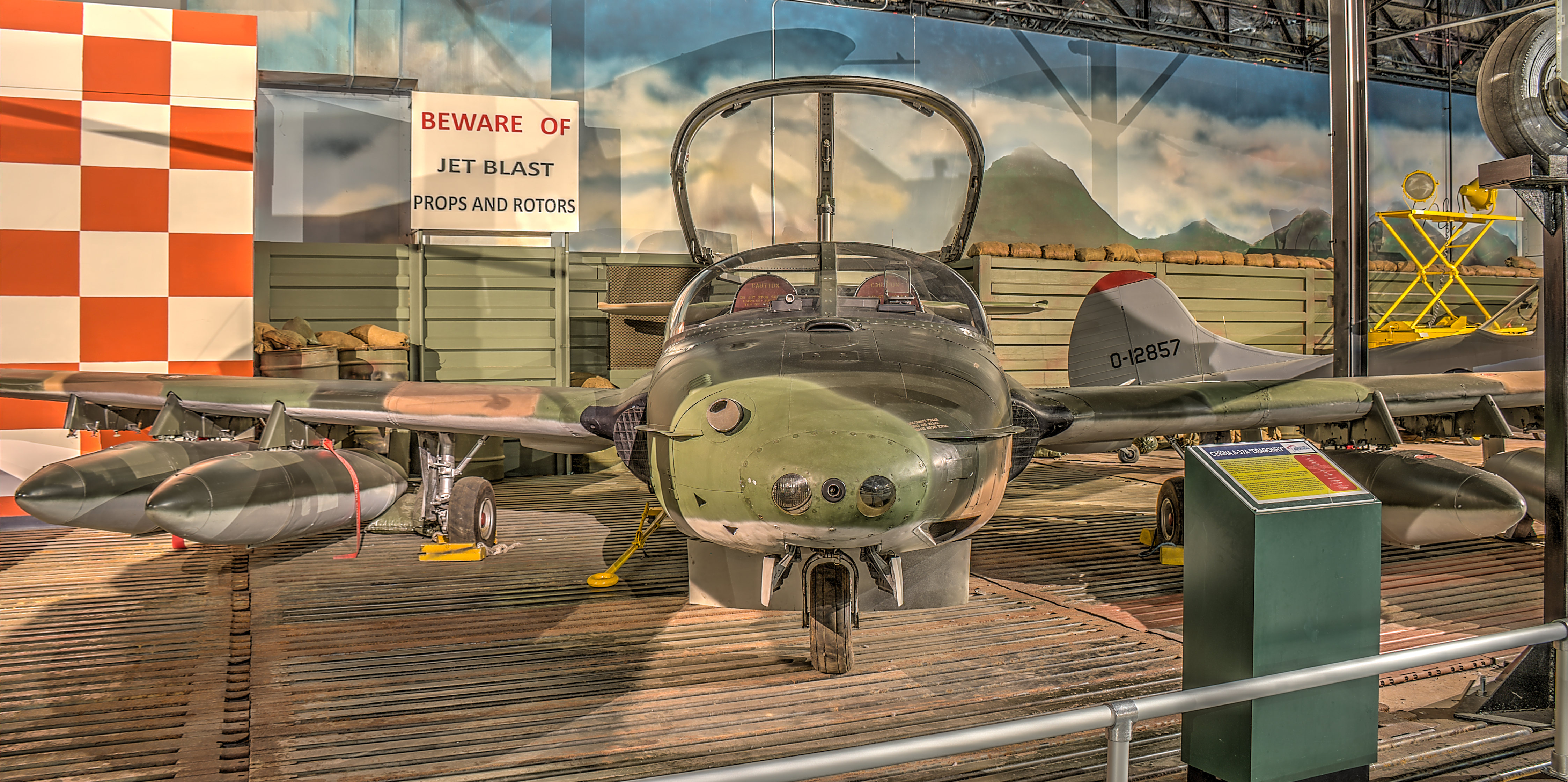
Exhibición de un Cessna A-37A en el Museo de Aviación de Estados Unidos.

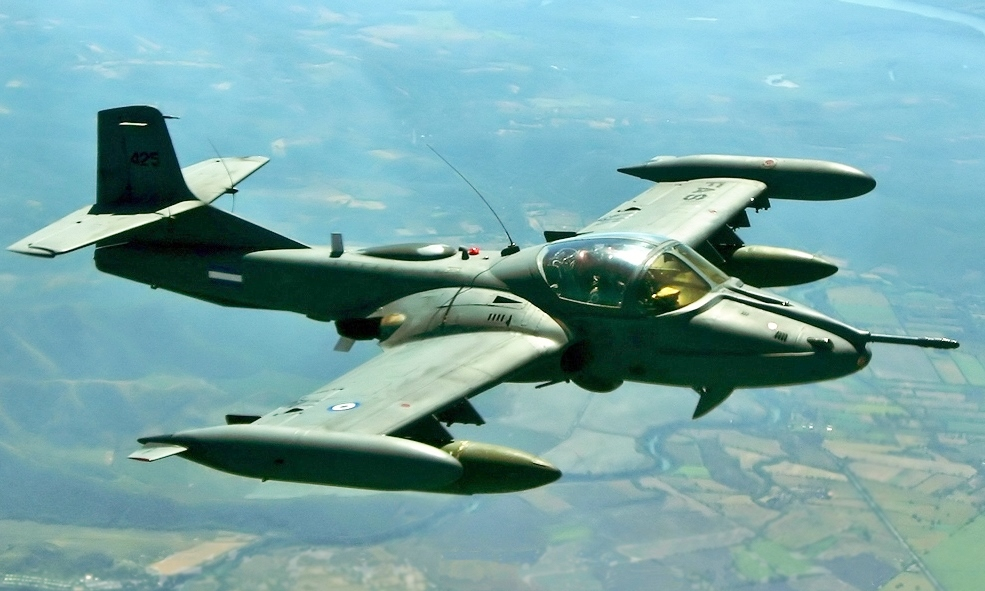
Un A-37 Dragonfly de la FAS en vuelo sobre México.

El A-37A Dragonfly fue enviado en agosto de 1967, con una dotación de 25 aeronaves, a Bien Hoa AFB, Vietnam, bajo el nombre de: “Dragon Combat System” a efectos de ser evaluado por el Mando Aéreo en misiones de apoyo aéreo directo, escolta de helicópteros, controlador aéreo avanzado e interdicción nocturna.
La carga de bombas, dispensador de municiones en racimo, cohetes no guiados, bombas incendiarias napalm y los contenedores de armamento SUU-11/A para Minigun, más los depósitos suplementarios de combustible, hicieron que el avión cumpliera infinidad de misiones, sin ninguna pérdida por parte del enemigo, aunque ocurrieron algunos accidentes al aterrizar. El A-37 fue bautizado formalmente en esa época como “Dragonfly”, aunque los pilotos lo continuaron llamando cariñosamente “Super Tweet”.
Al inicio del programa de evaluación surgieron una serie de sorpresivas deficiencias, como la falta de alcance y de autonomía. Otra de las preocupaciones iniciales fueron los mandos demasiado pesados y la vulnerabilidad que presentaba ante la ausencia de un sistema redundante de controles del avión. El caso es que, después de trabajar en esas deficiencias, surgió un avión más fuerte, capaz de tirar 6 g, tener una larga vida hasta 4000 h, aunque la experiencia demostraría que podía tolerar hasta 7000 h, tener un peso prácticamente al doble de la versión anterior, cargar dos toneladas y media bajo las alas, y operar entre dos a cuatro veces más de tiempo y alcance con los depósitos externos de combustible.
El otro aspecto destacable del avión fue la incorporación de los nuevos motores General Electric J85-GE-17A de 2850 lbs de empuje (12,7 kN) cada uno, colocados en las raíces de las alas con una orientación ligeramente hacia abajo a efectos de que fuera fácilmente maniobrable en configuración monomotor. De hecho, eso permitió a los pilotos utilizarlo de esa manera a efectos de aumentar la autonomía del avión bajo ciertas condiciones.
Se le hicieron modificaciones en las superficies de vuelo para mejorar su maniobrabilidad, así como en los elementos de supervivencia para las tripulaciones. Se incluyeron mandos dobles, lo más lejos posible uno del otro, asientos eyectables blindados, tapizado interior en un entramado de nailon (similar al kevlar de hoy) y espumas sellantes en los depósitos de combustible. Otra de las cosas que se le agregó al avión fue una sonda en el morro para repostar combustible en vuelo, mientras las conducciones iban alrededor de la cabina, en su parte más baja. Hay que tener en cuenta que eso fue una novedad, ya que tradicionalmente los aviones de ataque de la USAF solo lo hacían por medio de mangueras. Tal como se mencionaba anteriormente, las otras mejoras incluidas fue una aviónica avanzada, un tablero de instrumentos rediseñado para volarlo mejor, un sistema descongelante y un tren de aterrizaje más robusto. Lo único que no se le hizo fue presurizar la cabina. En las pruebas, hasta se utilizaron cañones GPU-2A de 20 mm y AMD de 30 mm, aunque raramente se usaron posteriormente.
Se construyeron un total de 577 A-37B, siendo entregados a la Fuerza Aérea Sudvienamita 254 ejemplares. Informes de la época dicen que se desempeñó exitosamente contra las fuerzas comunistas, aunque antes de finalizar la guerra en 1975, el capitán Nguyen Thanh Trung, quien desertó a filas comunistas con un F-5E, dio la posición de 2 de los escuadrones de A-37 basados en la Base de Phuoc, cayendo en manos de ellos aproximadamente 95 A-37B de 187 aparatos, recuperando 92 los estadounidenses. De esos 95 obtenidos por los norvietnamitas, varios fueron usados contra Camboya durante el conflicto con China en 1979, y ya en los años 80 y 90 dejaron de volar, seguramente por falta de repuestos.
Alguno de ellos fueron enviados a Polonia, a la Unión Soviética y a Alemania Oriental. Otros se vendieron a particulares, habiendo actualmente 4 en Nueva Zelanda y Australia. Después de la guerra, la USAF pasó los A-37B a la Guardia Aérea Nacional y a otras unidades de la Reserva. Después en los años 80 se le asignó el papel de Controlador Aéreo Avanzado (FAC), dándosele la designación de OA-37B, siendo reemplazado por el formidable Fairchild OA-10A Warthog.
Se exportaron muchos ejemplares a América Latina, principalmente en los años 70, satisfaciendo muy bien las necesidades de un avión simple, de bajo coste y efectivo contra las guerrillas. La mayor parte de los A-37B exportados tenían la sonda de reabastecimiento acortada para actuar solamente como una sonda de reabastecimiento de combustible en tierra, o se la habían eliminado completamente.

### Chile
La Fuerza Aérea de Chile adquirió 34 A-37 en 1974 siendo entregados entre 1975 y 1977. En el año 1992, se adquieren 10 aviones OA-37 diferenciados por su rol de "controlador aéreo". Fueron utilizados en el rol de intercepción de interdicciones en el marco de la crisis fronteriza con Perú y Argentina entre los años 1975 y 1978. En el año 2009, la primera mujer en volar un jet de combate en la Fuerza Aérea de Chile fue a bordo de un A-37.Ese mismo año todos los aviones fueron desactivados y puestos en reserva, posteriormente un grupo de 10 de estos aviones fueron vendidos a El Salvador, otros vendidos a Colombia. A lo largo de su servicio, 10 unidades se perdieron en diversos accidentes cobrando la vida de 13 pilotos.

### Ecuador
El 23 de marzo de 2009, Embraer anunció que había llegado a un acuerdo con la Fuerza Aérea Ecuatoriana para suministrar 24 turbohélices Embraer EMB 314 Super Tucano, para reemplazar la desgastada flota de aviones de ataque de la era de Vietnam Cessna A-37 Dragonfly de Ecuador.

### El Salvador
Los A-37B fueron utilizados ampliamente por la Fuerza Aérea de El Salvador durante la guerra civil salvadoreña, suministrados por Estados Unidos en 1983 como un reemplazo de los Dassault Ouragan, ya que varios de estos habían sido destruidos en tierra por el FMLN. Los A-37B se utilizaron para bombardear las bases rebeldes, columnas, pueblos, proporcionaron apoyo aéreo cercano y volaron misiones de interdicción. Un total de 21 A-37B y 9 OA-37B fueron suministrados durante la guerra, en la cual perdieron a un piloto por el disparo de un fusil de francotirador Dragunov el 18 de noviembre de 1989, y otro que fue derribado por un misil SA-7 el 23 de noviembre de 1990. Nueve A-37 se mantenían en buenas condiciones de funcionamiento a finales de la guerra.

### Guatemala
Utilizó el A-37 en las extensas operaciones de contrainsurgencia a lo largo de las décadas de 1970 y 1990, sufriendo la pérdida de un aparato en acción en 1989. También ha sido ampliamente utilizado para las operaciones de lucha contra el narcotráfico.

## Variantes

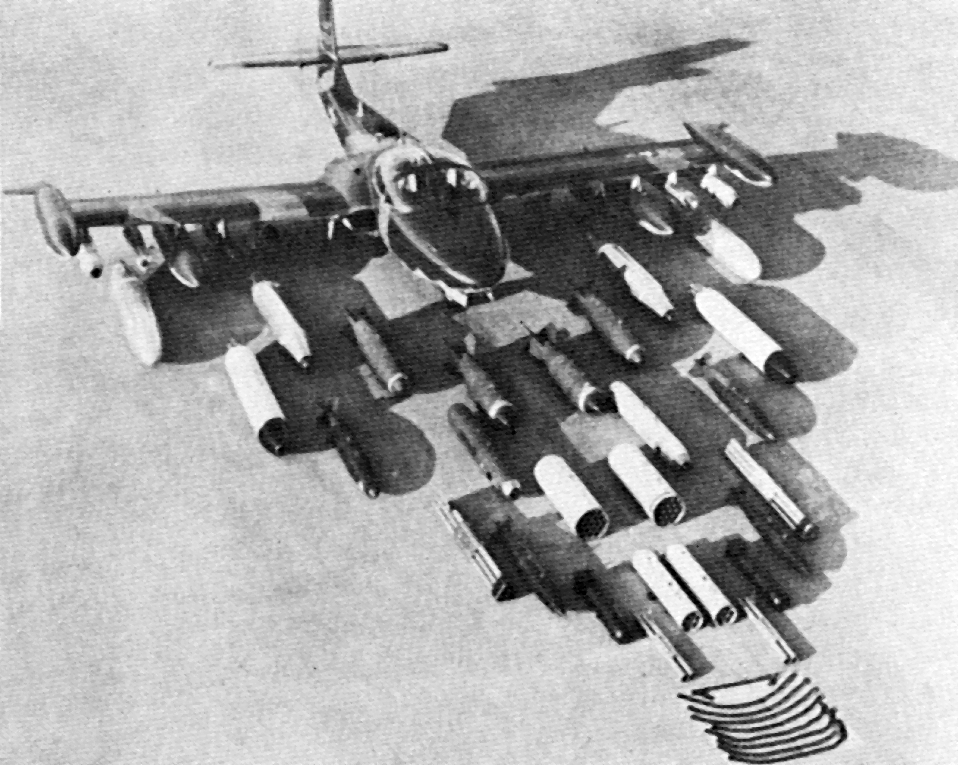
Exhibición de carga de armas del Cessna A-37A.

YAT-37D
Dos antiguos prototipos de entrenador T-37C convertidos para realizar operaciones de contrainsurgencia con dos motores J-85-GE y seis soportes subalares para la serie A-37, redesignados YA-37A.
YA-37A
Dos prototipos YAT-37D redesignados.
A-37A (Model 318D)
T-37B reconstruidos con motores J-85-GE-5, Minigun de 7,62 mm en el morro y ocho soportes subalares, 39 conversiones.
A-37B (Model 318E)
Versión de producción con dos motores J-85-GE-17A, provisión para reabastecimiento en vuelo, capacidad de combustible aumentada y estructura reforzada, 577 construidos.
OA-37B
Esta versión era un avión de observación armado desarrollado durante la guerra de Vietnam.

## Operadores

### Actuales
El Salvador

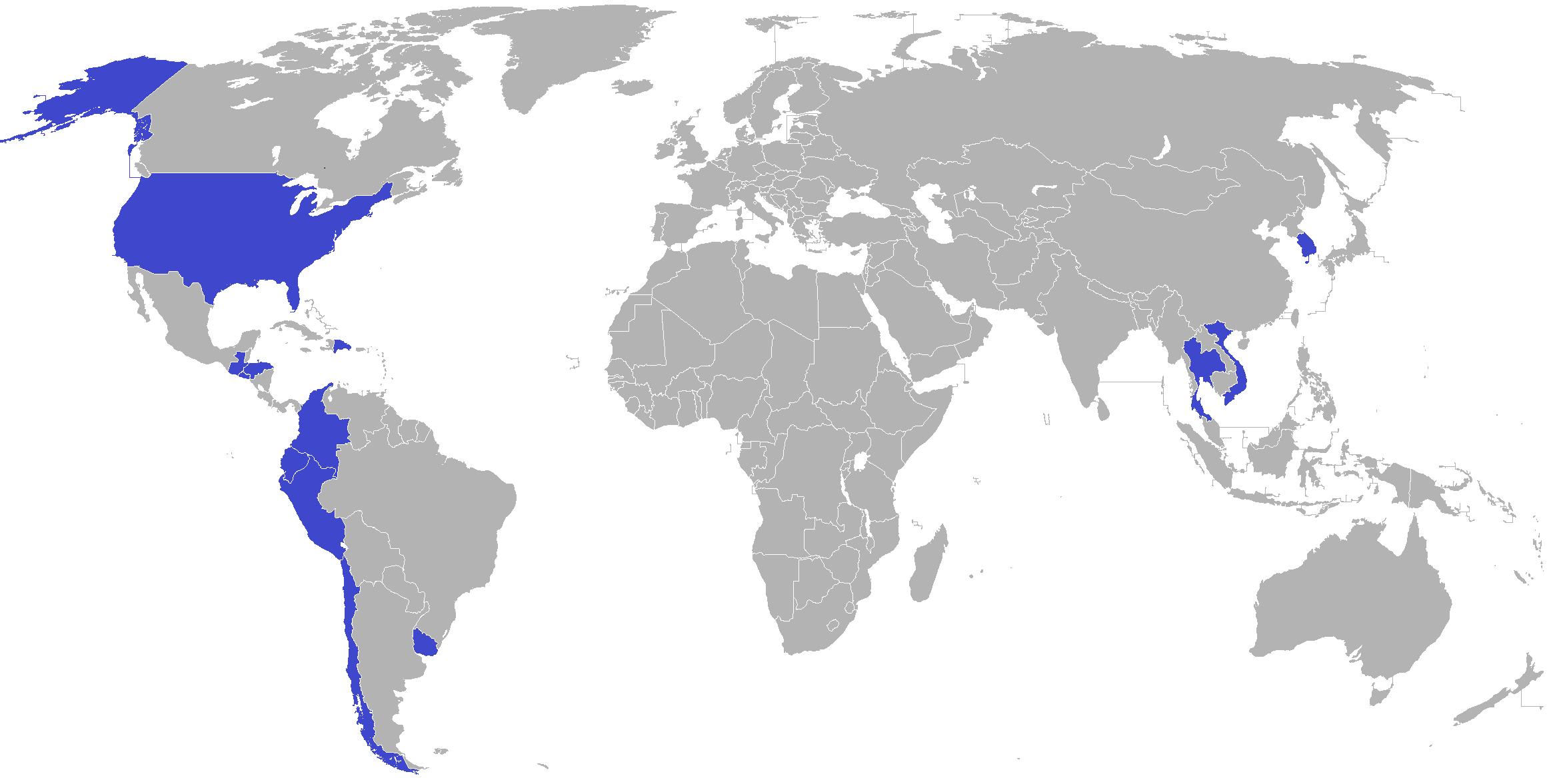
Países operadores del Cessna A-37 Dragonfly.

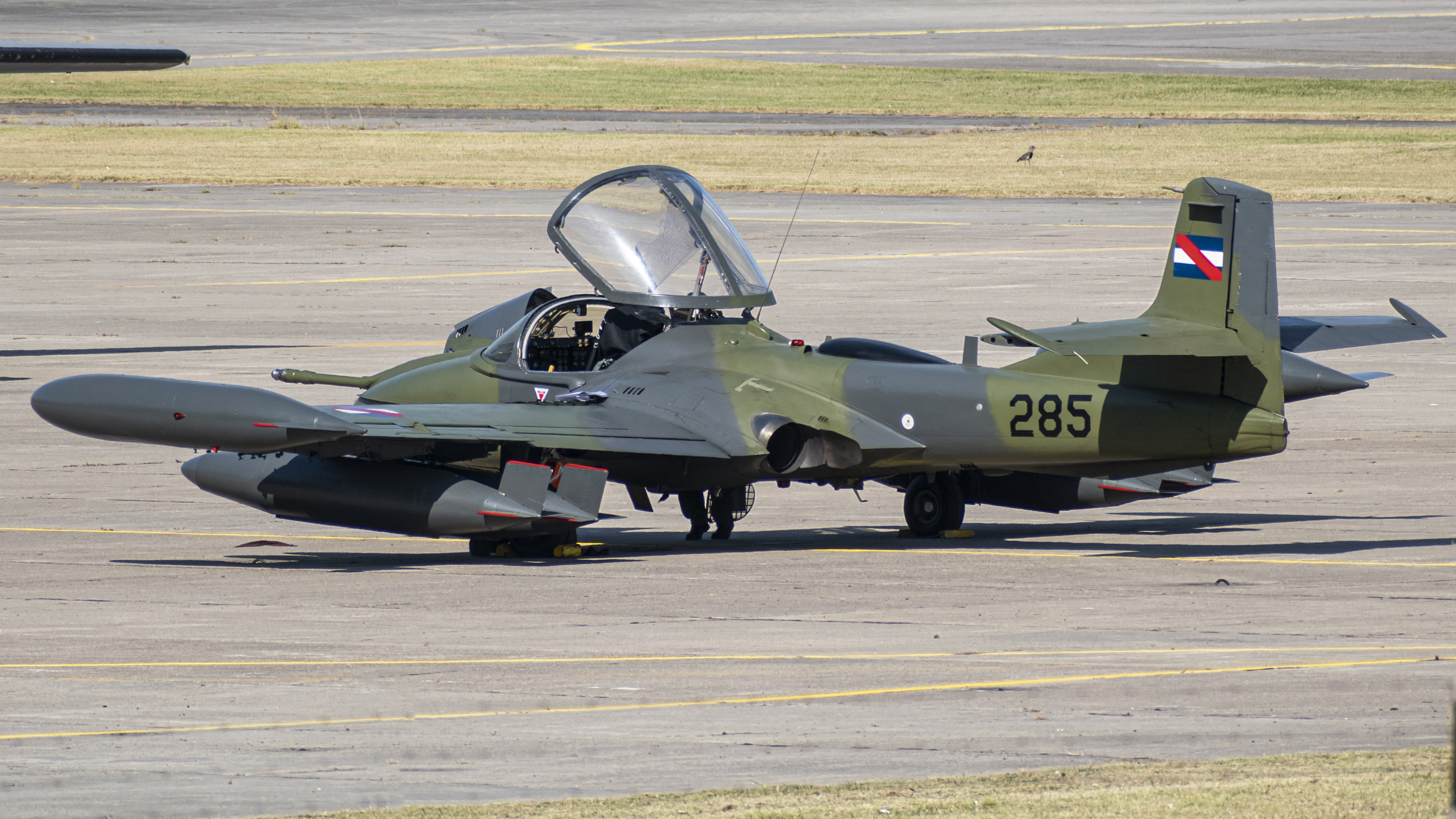
OA-37B de la Fuerza Aérea Uruguaya en el Aeropuerto Internacional de Carrasco.

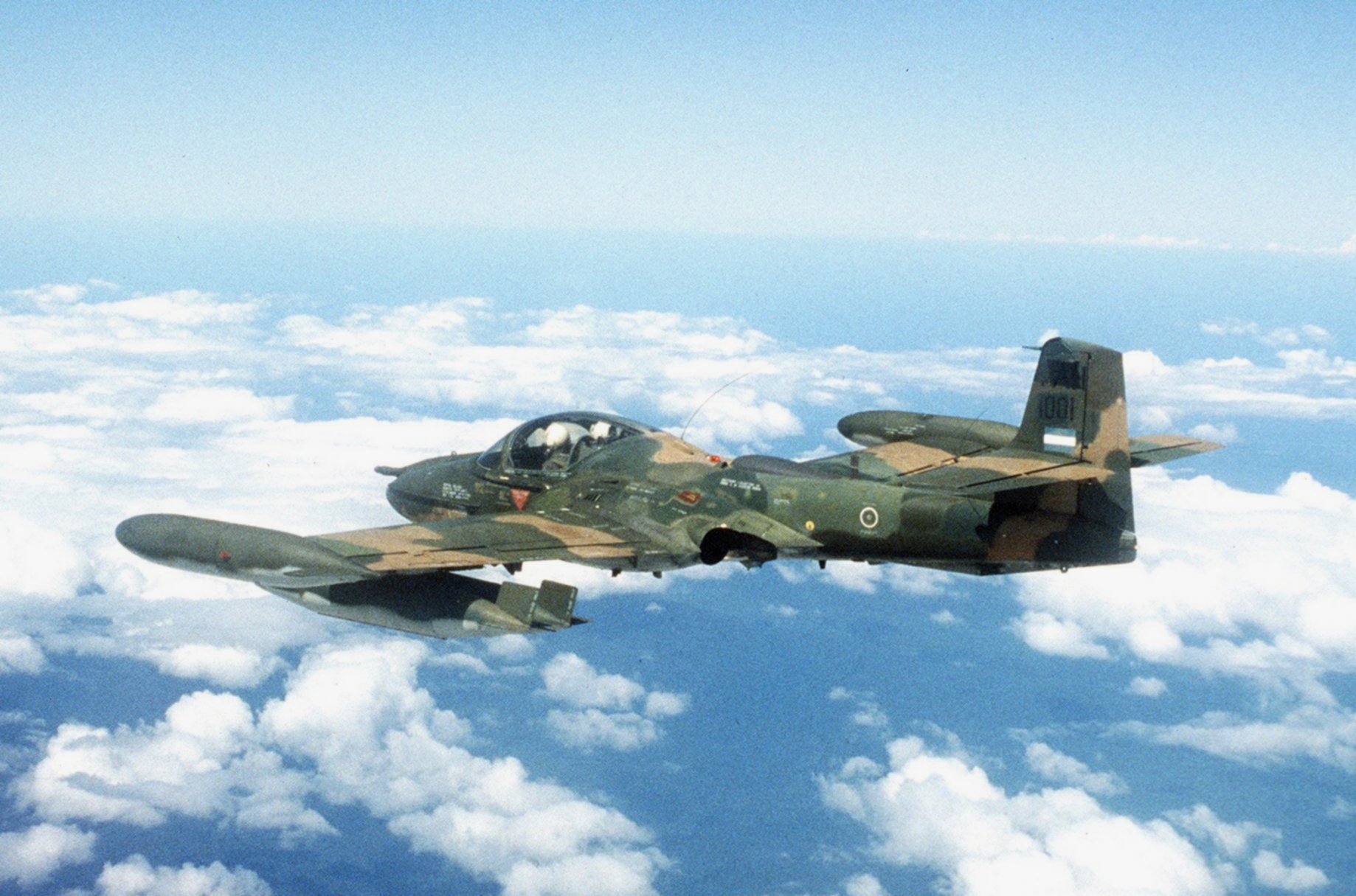
Un A-37 Dragonfly de la Fuerza Aérea Hondureña durante unas maniobras combinadas EEUU-Honduras en 1983.

- Fuerza Aérea de El Salvador: comenzó a recibir el A-37 en 1982 como parte de la ayuda militar para la lucha contrainsurgente, llegando a contabilizar 15 unidades; después de la firma de la paz en 1992 quedaban 9 máquinas operativas (el 31 de octubre de 2013 se firma un contrato por medio del cual El Salvador compra a Chile diez aviones A-37B por un monto cercano a los ocho millones de dólares). Actualmente están operativas alrededor de 15 aeronaves.

 Guatemala
- Fuerza Aérea de Guatemala: recibió 13 ejemplares, fueron retirados en 2023; 5 se perdieron por accidentes operativos a lo largo de su servicio, incluyendo uno por fuego en tierra durante misiones de apoyo COIN en enero de 1989; desde 1979 la flota sufrió la escasez de piezas de repuesto debido al embargo de ayuda militar por parte de Estados Unidos, que a la fecha se mantiene; se rumorea que existen 4 ejemplares en reserva en los hangares de la FAG.[6]

 Honduras
- Fuerza Aérea de Honduras: recibió 18 unidades desde 1975, usadas en misiones COIN, patrulla y apoyo en la frontera con Nicaragua en los años 80, opera actualmente unas 8-6 máquinas.

 Perú
- Fuerza Aérea del Perú: recibió 53 aparatos, actualmente opera 24 unidades, ocho de ellas donadas por la Fuerza Aérea de la República de Corea en febrero de 2010.[7]

 Tailandia
- Real Fuerza Aérea Tailandesa: recibió 20 unidades, en servicio actualmente.

 Uruguay
- Fuerza Aérea Uruguaya: Escuadrón N.º 2 de la Fuerza Aérea Uruguaya: recibió 22 en diferentes tandas, de los cuales en 2025 poseía una flota de 12.[8]

En 2018, la FAU adquirió 16 asientos eyectables Martin Baker MK-8LD debido a la falta de repuestos para los originales y fueron instalados con éxito en la planta de la firma en Argentina (aún siguen en servicio a la espera de ser reemplazados).

### Antiguos
Corea del Sur

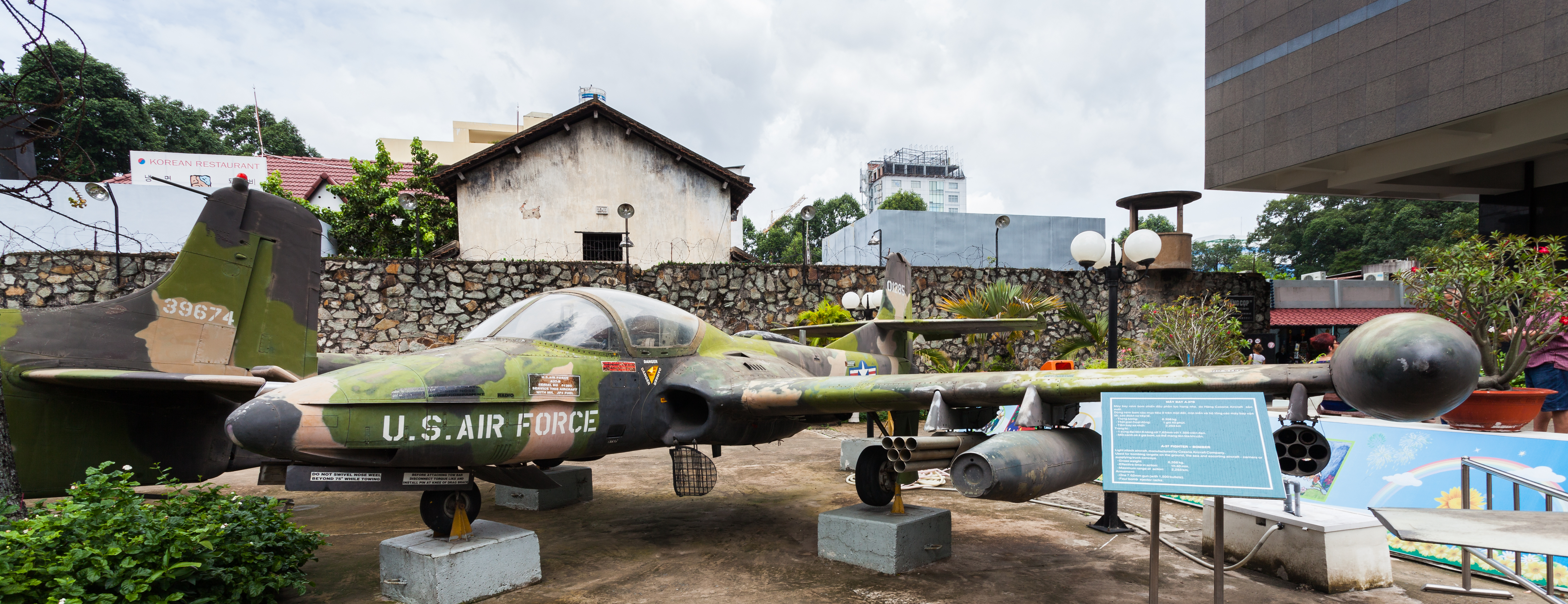
Bombardero A-37 en el Museo de los Vestigios de la Guerra de Vietnam, Ciudad de Ho Chi Minh, Vietnam.

- Fuerza Aérea de la República de Corea: todos fueron sustituidos por los T-50 Golden Eagle. Los A-37 fueron enviados el grupo acrobático de la ROKAF los Black Eagles, 8 unidades donadas a Perú en 2010.

 Chile
- Fuerza Aérea de Chile: recibió 44 unidades, el último fue retirado de servicio en noviembre de 2009, 10 de ellos fueron vendidos a El Salvador.

 Colombia
- Fuerza Aérea Colombiana: recibió un lote de 16 aeronaves, su objetivo era la interdicción aérea. Fuera de servicio en la actualidad.[9]

 Ecuador
- Fuerza Aérea Ecuatoriana: recibió 28 unidades, fue retirado de servicio con la llegada de los primeros EMB 314 Super Tucano de Embraer en diciembre de 2009, 3 A-37B y un lote de repuestos fueron transferidos a la Fuerza Aérea Uruguaya.[10]

 Estados Unidos
- Fuerza Aérea de Estados Unidos

 República Dominicana
- Fuerza Aérea Dominicana: recibió 8 unidades en 1984, fueron retiradas de servicio en marzo de 2001.

 Vietnam
- Fuerza Aérea Popular Vietnamita: capturó 95 unidades de Vietnam del Sur y algunas fueron enviadas a la Unión Soviética para pruebas.

 Vietnam del Sur
- Fuerza Aérea de Vietnam: de 557 unidades construidas, 254 fueron dadas a la Fuerza Aérea Survietnamita, dadas de baja de sus inventarios actuales.[11]
 Uruguay
  - Fuerza Aérea Uruguaya: Escuadrón N.º 2 de la Fuerza Aérea Uruguaya: recibió 22 en diferentes tandas. Retirados del servicio

## Especificaciones (A-37B Dragonfly)
Referencia datos: The Encyclopedia of Modern Warplanes

### Características generales
- Tripulación: Dos
- Longitud: 8,6 m (28,3 ft)
- Envergadura: 10,93 m (incluyendo tanques de punta alar)
- Altura: 2,7 m (8,9 ft)
- Superficie alar: 17,1 m² (184 ft²)
- Peso vacío: 2817 kg (6208,7 lb)
- Peso máximo al despegue: 6350 kg (13 995,4 lb)
- Planta motriz: 2× turborreactor General Electric J85-GE-17A.
  - Empuje normal: 12,7 kN (1295 kgf; 2855 lbf) de empuje cada uno.

### Rendimiento
- Velocidad máxima operativa (Vno): 879 km/h (546 MPH; 475 kt) a 16 000 pies
- Velocidad crucero (Vc): 800 km/h (497 MPH; 432 kt) a 25 000 pies
- Alcance: 1480 km (799 nmi; 920 mi)
- Radio de acción: 740 km con 4.100 libras de carga bélica
- Techo de vuelo: 13 750 m (45 112 ft)
- Régimen de ascenso: 38,5 m/s (7579 ft/min)

### Armamento
- Ametralladoras: 1× Minigun GAU-2B/A de 7,62 mm en el morro
- Puntos de anclaje: 8 pilones subalares con una capacidad de 1230 kg, para cargar una combinación de:  
  - Bombas: 

    - 4× Mark 82 de 241 kg (500 lb), dispensador de minibombas SUU-14

  - Cohetes: 

    - Lanzacohetes LAU-32/A, con 7 cohetes Mk 4/Mk 40 FFAR de 70 mm

  - Misiles: 

    - Misiles aire-aire de corto alcance AIM-9 Sidewinder

  - Otros: 

    - Contenedor SUU-11/A con una ametralladora Minigun M134 de 7,62 mm
    - Contenedor GPU-2/A con un cañón M197 de 20 mm o DEFA de 30 mm
    - Tanques de napalm

## Aeronaves relacionadas

### Desarrollos relacionados
- Cessna T-37 Tweet

### Aeronaves similares
- CASA C-101CC
- Hispano Aviación HA-200 Saeta
- BAC Strikemaster
- Saab 105
- Aero L-39 Albatros

### Secuencias de designación
- Secuencia A-_ (Aviones de Ataque estadounidenses, serie no secuencial, 1962-presente): ← F/A-22 - A-26 - A-29 - A-37
- Secuencia B.J_ (Aviones de Ataque de la Real Fuerza Aérea tailandesa): ← B.J.3 - B.J.4 - B.J.5 - B.J.6 - B.J.7